# Chade nos Jogos Olímpicos de Verão de 2024
Chade participou dos Jogos Olímpicos de Verão de 2024, realizados em Paris, na França. Foi a 14.ª aparição do país nos Jogos Olímpicos de Verão desde a estreia em Tóquio 1964.
Foi representado por três atletas que competiram em um esporte cada, mas nenhum conquistou medalhas.

## Competidores
Esta foi a participação por modalidade nesta edição:
| Esporte       | Masculino | Feminino | Total |
| ------------- | --------- | -------- | ----- |
| Atletismo     | 1         | 0        | 1     |
| Judô          | 0         | 1        | 1     |
| Tiro com arco | 1         | 0        | 1     |
| Total         | 2         | 1        | 3     |

## Desempenho

### Atletismo
Masculino
Eventos de estrada
| Atleta            | Evento   | Final   | Final | Ref.  |
| Atleta            | Evento   | Tempo   | Pos.  | Ref.  |
| ----------------- | -------- | ------- | ----- | ----- |
| Valentin Betoudji | Maratona | 2:32:11 | 70    | [ 5 ] |

### Judô
Feminino
| Atleta          | Evento    | Primeira fase          | Oitavas              | Quartas              | Semifinais           | Repescagem           | Final / DB           | Final / DB | Ref.  |
| Atleta          | Evento    | Adversário Resultado   | Adversário Resultado | Adversário Resultado | Adversário Resultado | Adversário Resultado | Adversário Resultado | Pos.       | Ref.  |
| --------------- | --------- | ---------------------- | -------------------- | -------------------- | -------------------- | -------------------- | -------------------- | ---------- | ----- |
| Demos Memneloum | Até 70 kg | SLO A Pogačnik D 00–10 | Não avançou          | Não avançou          | Não avançou          | Não avançou          | Não avançou          | =17        | [ 6 ] |

### Tiro com arco
Masculino
| Atleta        | Evento     | Ranqueamento | Ranqueamento | Fase de 64           | Fase de 32           | Oitavas              | Quartas              | Semifinal            | Final / DB           | Final / DB  | Ref.  |
| Atleta        | Evento     | Total        | Pos.         | Adversário Resultado | Adversário Resultado | Adversário Resultado | Adversário Resultado | Adversário Resultado | Adversário Resultado | Pos.        | Ref.  |
| ------------- | ---------- | ------------ | ------------ | -------------------- | -------------------- | -------------------- | -------------------- | -------------------- | -------------------- | ----------- | ----- |
| Israel Madaye | Individual | 600          | 64           | KOR Kim W-j D 0–6    | Não avançou          | Não avançou          | Não avançou          | Não avançou          | Não avançou          | Não avançou | [ 7 ] |